# This Summer's Gonna Hurt like a Motherfucker
Singles de Maroon 5
Sugar
(2015) Feelings
(2015)
Pistes de V (réédition)
My Heart Is Open
(11) Shoot Love
(13)
This Summer's Gonna Hurt like a Motherfucker (également titré This Summer's Gonna Hurt, ou This Summer et stylisé en Motherf***er pour les retransmissions grand public) est une chanson interprétée par le groupe américain de musique pop rock Maroon 5. Elle est écrite par Adam Levine et Karl Johan Schuster, qui l’a également produite,. Son avant-première radiophonique, originellement programmée pour le 19 mai 2015, est avancée de quatre jours, en même temps que sa parution en téléchargement. Distribué par les labels 222 Records et Interscope, ce single sert de tremplin pour le lancement de la réédition de V (2014), cinquième album studio du groupe, dévoilée en même temps. Musicalement, This Summer's Gonna Hurt like a Motherfucker est d’un style très diversifié, abordant un genre pop, rock alternatif et funk,.
Une semaine après son lancement outre-Atlantique, 4 216 passages du morceau sur les stations de radios sont recensés, lui permettant ainsi d’atteindre la vingt-deuxième position du classement radiophonique pop de Mediabase (en). Aux États-Unis, il se classe dans différents hit-parades, principalement en raison des ventes numériques lors de la sortie de la réédition de l’album et, par la suite, des ventes physiques,. Il arrive également à se faire une place dans le top 10 en Bulgarie, au Canada, en Grèce, au Liban, au Mexique, en Russie, à Taïwan, en Ukraine et au Venezuela. Le vidéoclip accompagnant le morceau montre les membres du groupe dans les coulisses d’un de leurs concerts et interprétant la chanson devant un public nombreux. Une scène dans laquelle Adam Levine dévoile ses fesses a généré une attention médiatique mondiale, ainsi qu’une vague de censure. La chanson est interprétée pour la première fois en direct sur le plateau de l’émission de télévision The Voice, le 19 mai 2015. This Summer's Gonna Hurt like a Motherfucker est également ajoutée à la quatrième tournée mondiale du groupe et chantée pour la première fois le 24 mai 2015 au Zénith de Paris, en France. Le 29 juin 2015, un remix de la chanson réalisé par le disc jockey suédois Alesso est rendu disponible en téléchargement légal.

## Développement
Le 6 mai 2015, une rumeur circule disant que Maroon 5 dévoilera un nouveau single, intitulé This Summer's Gonna Hurt, le 26 mai par le biais de diffusions radiophoniques couvertes par les stations de musique pop aux États-Unis. Le jour suivant, il est confirmé dans un article du magazine Billboard que la sortie de cette chanson coïncidera avec la parution d’une réédition de leur album V (2014) et fera ainsi suite à Sugar, leur dernier single en date. Le 11 mai, le groupe livre la pochette du single et annonce officiellement que son lancement est prévu pour le 19 mai. Une interprétation en direct au cours de l’émission de télévision de télé-crochet musical The Voice, retransmise sur la chaîne NBC, est aussi communiquée. Afin d’éviter toute fuite de contenu sur Internet, le morceau est finalement rendu disponible quatre jours avant son lancement initial sur toutes les plateformes de téléchargement en ligne du monde entier.

## Composition
This Summer's Gonna Hurt like a Motherfucker est écrite par Adam Levine et Karl Johan Schuster. D’une durée de trois minutes et quarante-quatre secondes environ, cette chanson puise ses influences à travers des styles musicaux relativement diversifiés tels que la pop, le rock alternatif, le funk, mais aussi le post-disco, la synthpop, la dance, la power pop et l’arena rock,. Le titre commence avec Levine chantant d’une voix solennelle sur une mélodie linéaire, qui change après quelques phrases pour devenir plus rythmée. Le refrain est construit comme suit : « This summer's gonna hurt like a motherfucker, fucker ». Le morceau prend fin sur la même mélodie qu’au début. Selon les partitions publiées sur Musicnotes.com par Sony/ATV Music Publishing, la chanson a un tempo de 99 pulsations par minute et de 101 pulsations pour sa version censurée. La voix de Levine s’étend de la faible note de G3 jusqu’à la haute note de E5 et se situe dans une clef en do dièse mineur.

## Vidéoclip

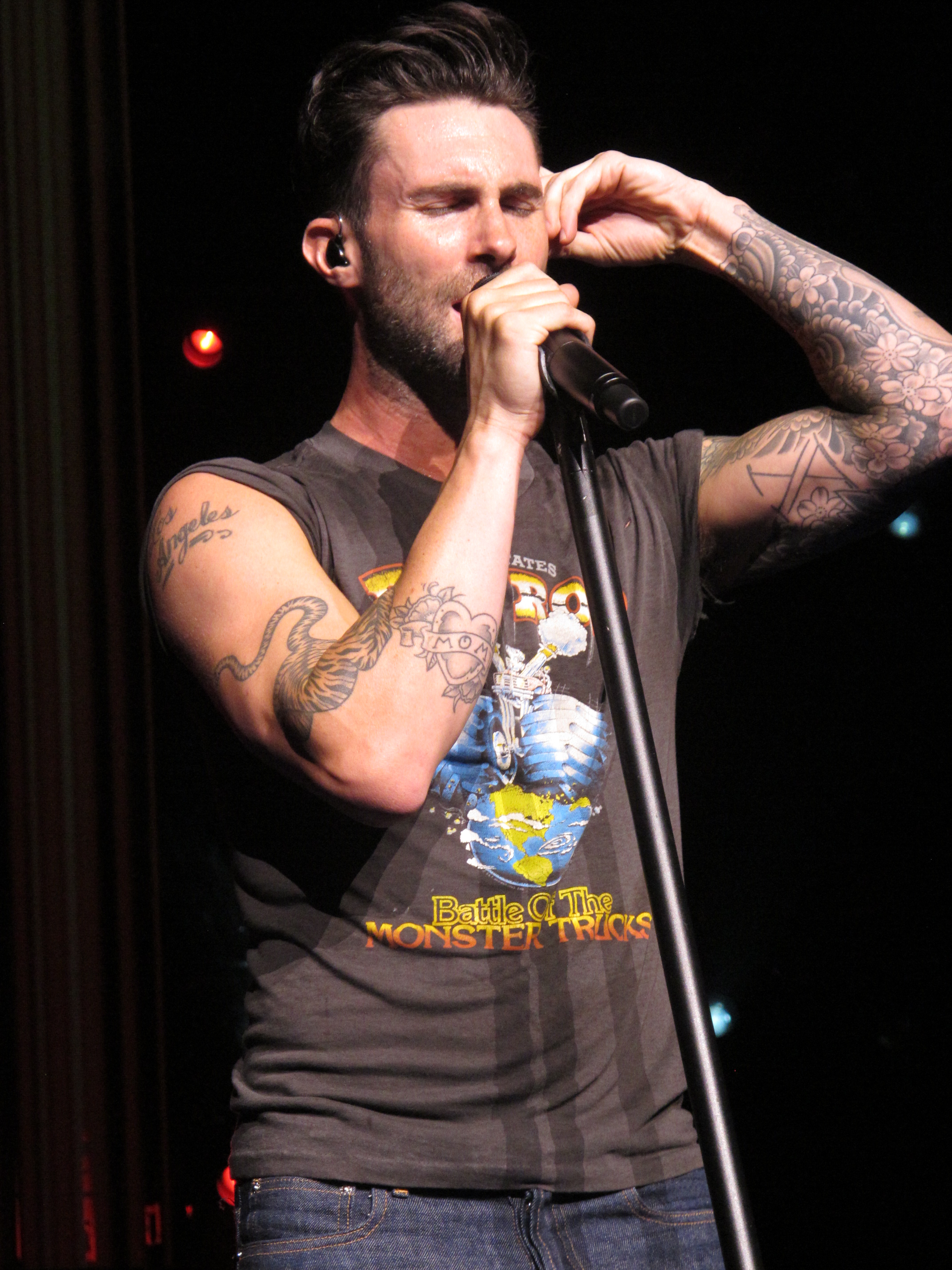
Adam Levine (photo) a fait l’objet d’une exposition médiatique globale à la suite de son apparition dans le clip.

Une première version du vidéoclip de This Summer's Gonna Hurt like a Motherfucker est tournée vers la fin du mois d’avril 2015. Le jour de la sortie du single, un clip vidéo lyrique est édité,. Pour Louise Scheuh du site Web madmoiZelle.com, le clip lyrique « participe à l’effet feel good de cette chanson qui n’est pas sans rappeler des titres comme Wet Hot American Summer des Cobra Starship ».
Le vidéoclip est rendu public le 30 mai 2015. Il est réalisé par Adam Levine et Travis Schneider, un photographe qui a précédemment travaillé avec le groupe pour leur série de concerts Overexposed Tour. Entièrement filmé en noir et blanc, celui-ci ne montre aucune séquence du tournage effectué un mois plus tôt mais des plans issues de leur concert du 28 mai 2015 au Wembley Arena de Londres. Au commencement, nous pouvons voir Levine sortant d’une salle de bain et se dirigeant vers un vestiaire. Après s’être habillé, il entame une marche le long d’un couloir. Ensuite, il arrive sur une scène où un public nombreux l’accueille. Lorsque la performance scénique prend fin, les membres du groupes quittent la scène et vont s’asseoir dans leurs voitures pour s’en aller.
Dans un premier temps, le clip vidéo est mis en ligne sur YouTube sans aucune annonce préalable. Sa lecture est alors précédée par un « avertissement relatif au contenu », sachant qu’il comporte des images dites « inappropriées pour certains utilisateurs » et essentiellement une scène montrant les fesses de Levine, qui apparaît alors totalement nu, provoquant ainsi une vague de censure et la suppression du contenu dans son intégralité. Le 1er juin, cette version « non-censurée » est re-téléchargée puis mise en ligne sur Vevo et sera précédée par l’apparition d’une nouvelle édition de la vidéo, le 12 juin 2015, dans laquelle tous les signes jugés comme potentiellement « choquants » (nudité, baisers échangés ou grossièretés prononcées) sont remplacés par des symboles graphiques tels que des emojis, avec la substitution du terme « fucker » par des « AHA » au lieu de bips répétitifs. Ce cas de figure s’était produit cinq ans plus tôt pour leur single Misery.
En date du 5 septembre 2015, la version explicite du clip vidéo a été visionnée plus de vingt-huit millions de fois, tandis que sa version éditée a engendré près de cinq millions de lectures.

### Réception
Le vidéoclip est généralement bien reçu par les critiques. Daniel Kreps du magazine Rolling Stone indique que le caractère de la vidéo est « révélateur » pour deux raisons : « Premièrement, car il offre un regard candide sur la vie en tournée à travers les yeux d’Adam Levine alors que le spectateur voyage avec le chanteur, des vestiaires jusque dans les coulisses en passant par le bord d’une passerelle pour atteindre une salle massive. Et deuxièmement, parce que Levine y expose une nudité inattendue ». Pour Paul Parant du magazine Têtu, la mise à nu du chanteur « fait partie du concept de ce clip » afin que la chanson soit « clairement positionné[e] pour figurer parmi les tubes de l’été 2015 ». Le magazine Gala qualifie l’apparition de Levine comme « un bref instant qui saura susciter l’enthousiasme de ses admirateurs et pas seulement », avant d’ajouter qu’« à 36 ans, fier de sa plastique, Adam Levine n’hésite pas à l’exposer histoire de créer encore du bon buzz autour de sa musique. Ou s’agit-il simplement de démarches artistiques… ».
En outre, Marc-André Lemieux du Journal de Montréal dénonce cette « stratégie » populaire qui vise à se dénuder pour mieux vendre dans l’industrie musicale, affirmant qu’« Adam Levine suit ainsi les traces d’un nombre croissant de musiciens qui font tomber leurs pantalons pour mousser leur popularité. Au cours des derniers mois, Justin Bieber, Calvin Harris et Nick Jonas ont tous attiré l’attention en défaisant leurs jeans ». Sur la même lancée, Antoine Pekoe du site Web enVedette.com explique qu’à l'inverse de la chanson, qui est « calibrée pour faire danser les foules, avec son rythme crescendo et son refrain fédérateur », son clip musical « ne brille pas par ses qualités artistiques et visuelles ».

## Crédits
| Lieux - Enregistré aux studios MXM à Stockholm en Suède et aux studios Conway et Henson à Los Angeles aux États-Unis. - Mixé aux studios MixStar à Virginia Beach aux États-Unis. - Matricé aux studios Sterling Sound à New York aux États-Unis. Personnel - Shellback – composition, production, programmation, guitare supplémentaire, basse, clavier, screaming - Adam Levine – chant, composition - James Valentine – guitare, screaming - Jesse Carmichael – guitare, screaming - Mickey Madden – basse - Matt Flynn – batterie, percussions - PJ Morton – clavier, piano, screaming - Sam Farrar – screaming | - Noah « Mailbox » Passovoy – ingénierie - Sam Holland – assistant ingénierie - Corey Bice – assistant ingénierie - Emerson Day – assistant ingénierie - Ben Sedano – assistant ingénierie - Serban Ghenea – mixage - John Hanes – ingénierie du mixage - Tim Roberts – assistant ingénierie du mixage - Tom Coyne – matriçage Les crédits musicaux sont issus du livret de l’album V. |

## Classements et certifications
| Classement (2015)                      | Meilleure position |
| -------------------------------------- | ------------------ |
| Allemagne (Media Control AG)           | 45                 |
| Australie (ARIA)                       | 70                 |
| Autriche (Ö3 Austria Top 40)           | 38                 |
| Belgique (Flandre Ultratip 100)        | 2                  |
| Belgique (Wallonie Ultratip 50)        | 3                  |
| Bulgarie (Bulgaria Top 20)             | 4                  |
| Canada (Hot 100)                       | 16                 |
| Canada (CHR/Top 40)                    | 11                 |
| Canada (Digital Songs)                 | 9                  |
| Canada (Hot AC)                        | 17                 |
| Corée du Sud (Gaon)                    | 38                 |
| Croatie (Airplay Radio Chart)          | 11                 |
| Danemark (Tracklisten)                 | 40                 |
| Écosse (OCC)                           | 13                 |
| États-Unis (Hot 100)                   | 23                 |
| États-Unis (Adult Contemporary)        | 21                 |
| États-Unis (Adult Pop Songs)           | 7                  |
| États-Unis (Dance/Mix Show Airplay)    | 19                 |
| États-Unis (Digital Songs)             | 14                 |
| États-Unis (On-Demand Songs)           | 28                 |
| États-Unis (Pop Airplay)               | 10                 |
| États-Unis (Radio Songs)               | 14                 |
| États-Unis (Streaming Songs)           | 44                 |
| États-Unis (Twitter Top Tracks)        | 19                 |
| Europe (Europe Official Top 100)       | 13                 |
| Finlande (Suomen virallinen lista)     | 16                 |
| France (SNEP)                          | 69                 |
| Grèce (Greece Top 20)                  | 1                  |
| Hongrie (Rádiós Top 40)                | 36                 |
| Irlande (IRMA)                         | 46                 |
| Italie (FIMI)                          | 31                 |
| Liban (OLT 20)                         | 6                  |
| Liban (OLT 20 English)                 | 3                  |
| Mexique (Mexico Ingles Airplay)        | 1                  |
| Monde (Airplay World Official Top 100) | 28                 |
| Monde (World Adult Top 20 Singles)     | 1                  |
| Monde (World Singles Official Top 100) | 31                 |
| Norvège (VG-lista)                     | 37                 |
| Pays-Bas (Netherlands Top 40)          | 30                 |
| Pays-Bas (Single Top 100)              | 39                 |
| Pologne (Polish Airplay Top 20)        | 16                 |
| Tchéquie (IFPI Rádio)                  | 39                 |
| Royaume-Uni (UK Singles Chart)         | 40                 |
| Russie (Russia Top 20)                 | 4                  |
| Slovaquie (IFPI Rádio)                 | 55                 |
| Suède (Sverigetopplistan)              | 52                 |
| Suisse (Schweizer Hitparade)           | 56                 |
| Taïwan (Taiwan Top 10)                 | 1                  |
| Ukraine (Ukraine Top 40),              | 10                 |
| Venezuela (Pop General)                | 19                 |
| Venezuela (Rock General)               | 5                  |
| Venezuela (Top Anglo)                  | 6                  |

| Pays          | Certification | Exemplaires vendus et expédiés |
| ------------- | ------------- | ------------------------------ |
| Italie (FIMI) | Or            | 25 000 copies numériques       |

## Formats et éditions
| - Téléchargement mondial numérique 1. This Summer's Gonna Hurt like a Motherfucker – 3:44 | - Maxi mondial de remixes 1. This Summer (Maroon 5 vs. Alesso) – 3:11 |

## Historique de sortie
| Pays ou continent | Date            | Format                                      |
| ----------------- | --------------- | ------------------------------------------- |
| États-Unis        | 15 mai 2015     | Diffusion radiophonique                     |
| Canada            | 15 mai 2015     | Téléchargement légal (réédition de l’album) |
| États-Unis        | 15 mai 2015     | Téléchargement légal (réédition de l’album) |
| Argentine         | 18 mai 2015     | Téléchargement légal (réédition de l’album) |
| Australie         | 18 mai 2015     | Téléchargement légal (réédition de l’album) |
| Brésil            | 18 mai 2015     | Téléchargement légal (réédition de l’album) |
| Europe            | 18 mai 2015     | Téléchargement légal (réédition de l’album) |
| Russie            | 18 mai 2015     | Téléchargement légal (réédition de l’album) |
| Japon             | 16 mai 2015     | Téléchargement légal (single)               |
| Irlande           | 14 août 2015    | Téléchargement légal (single)               |
| Royaume-Uni       | 14 août 2015    | Téléchargement légal (single)               |
| Canada            | 29 juin 2015    | Téléchargement légal (maxi de remixes)      |
| États-Unis        | 29 juin 2015    | Téléchargement légal (maxi de remixes)      |
| Mexique           | 29 juin 2015    | Téléchargement légal (maxi de remixes)      |
| Europe            | 10 juillet 2015 | Téléchargement légal (maxi de remixes)      |
| Hong Kong         | 10 juillet 2015 | Téléchargement légal (maxi de remixes)      |
| Nouvelle-Zélande  | 10 juillet 2015 | Téléchargement légal (maxi de remixes)      |